# Бугенвиль, Луи Антуан де
Граф (1808) Луи Антуан де Бугенвиль (фр. Louis Antoine comte de Bougainville; 11 ноября 1729, Париж — 31 августа 1811) — французский мореплаватель, руководитель первой французской кругосветной экспедиции. Получил известность как исследователь Океании. В его честь назван открытый экспедицией остров Бугенвиль.

## Биография

### Молодость
Родился в семье нотариуса и городского олдермена Пьер-Ива де Бугенвиля. Его мать, Мари-Франсуаза д'Арбулен, была связана с кругом мадам де Помпадур через её брата Жана Потентьена. В 1741 году, когда его отец стал членом городского магистрата, ему было пожаловано дворянство и герб: «на серебряном поле черный орел с распростертыми крыльями». В пять лет Луи-Антуан потерял мать. Он находился под присмотром мадам Эро де Сешель в Версале. Последняя, вдова лейтенанта полиции и дочь генерального контролера финансов Моро де Сешель, становится его приёмной матерью и воспитателем. Он углублённо учился в колледже Бове, где проявил особые способности к математике.
Опубликовал два тома Трактата об интегральном исчислении в 1754 и 1756 годах. Там же он изучал право, отец отправил его в адвокатскую контору. Будучи адвокатом в парижском парламенте, после смерти отца, он начал военную карьеру. В октябре 1754 года он был назначен секретарём посольства в Лондоне, а с 8 января 1756 года стал членом Королевского общества.

### Начало карьеры военного
Бугенвиль поступает в отряд «черных мушкетеров», становится адъютантом генерала Монкальма де Сен-Верана и принимает участие в экспедиции 1756 года в Канаду.
Он отправился из Бреста на "La Licorne" и 3 апреля 1756 года прибыл с крупным контингентом, посланным правительством Людовика XV для поддержки колонии. Он участвовал во всех основных сражениях Войны завоевания, противостоянии Новой Франции и Новой Англии. В частности, во французских победах при Освего (10 августа 1756 г.) и форте "Уильям Генри" (3 августа 1757 г.), Форте Карильон (8 июля 1758 г.), где он получил ранение.
Осенью 1758 года он отправился во Францию, чтобы запросить подкрепление для Канады у правительства Людовика XV. Министр, к которому он обратился, возразил, что, если в доме пожар, не время заниматься конюшней. По преданию, Бугенвиль немедленно возразил: «Ну, как тут не сказать, господин министр, что вы мыслите, будто лошадь». От мести министра его спасло только энергичное вмешательство мадам де Помпадур. Вернулся в Канаду весной 1759 года только с несколькими новобранцами и в звании полковника.
Во время осады Квебека 26 июня 1759 года Бугенвиль был назначен для защиты северного берега между Квебеком и рекой Жак-Картье. Монкальм поставил его во главе отряда численностью около 1000 человек, включая отряд из 150 кавалеристов, которым удалось отразить попытки высадки англичан выше по течению от Квебека в течение августа 1759 года. После высадки британских войск в Анс-о-Фулон и начала Сражения на равнинах Авраама, он выдвинулся к зоне боевых действий, но прибыл после окончания битвы.
После смерти Монкальма во время битвы, Бугенвиль возглавил вывод французских войск к форту Жак-Картье. Весной 1760 года он и шевалье де Леви вернулись к воротам Квебека с французской армией, и в битве при Сент-Фуа нанесли поражение британской армии, отступившей за городские стены. Прибытие английского флота в реку Св. Лаврентия разрушило всякую надежду на продолжение борьбы французами. Французская армия снова отступила в сторону Монреаля, где двуязычный Бугенвиль вел переговоры начиная с 7 сентября, и французы сдаются британскому генералу Джеффри Амхерстому, который унизительно относился к французской армии после её капитуляции.
Бугенвиль оставил подробные воспоминания о своей кампании в Новой Франции. Его мемуары посвящены ведению военных операций, колониальной администрации, неэффективность которой он критикует, и отношениям с коренными народами, которые являлись союзниками французов.
Он получил разрешение прибыть во Францию и продолжить службу, но исключительно в Европе. В 1761 году воевал в семилетней войне, отличился на берегу Рейна, где снова был ранен. Когда в 1763 году был заключен Парижский мир, оставил армию и перешёл на флот в звании капитана 1 ранга.
На двух кораблях, «Орёл» и «Сфинкс», Бугенвиль прибывает на Мальвинские острова в южной Атлантике и организует там колонию. Через три года по приказу короля Людовика XV острова передаются испанцам. Вскоре их заняли англичане, переименовав в Фолклендские.

### Кругосветное путешествие

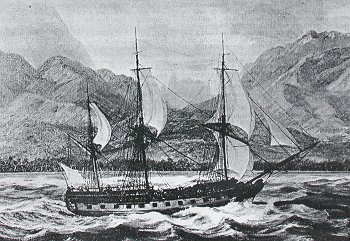
Фрегат «Будез» (la Boudeuse) экспедиции Л. А. Бугенвиля

В 1766 году Бугенвиль предпринимает кругосветное путешествие. На кораблях «Ворчунья» (la Boudeuse) и «Звезда» (l'Étoile) он отплывает из Бреста. В плавании также принимали участие Пьер-Антуан Верон (королевский астроном) и Филибер Коммерсон (королевский медик, естествоиспытатель и ботаник). В Бразилии Филибер Коммерсон на борту «Звезды» обнаруживает цветок, который позже назовет бугенвиллеей, и этот цветок будет подарен Жозефине де Богарне, первой жене Наполеона.
Он пересек Магелланов пролив и исследовал юг огромного архипелага Туамоту, который он окрестил «опасным архипелагом» из-за плохой видимости. Окружающие его коралловые атоллы, представляющие собой множество рифов, затрудняли навигацию. 22 февраля 1768 года он обнаруживает атоллы Вахитахи и Акиаки, которые он называет соответственно «Четыре сада» и «Остров Уланов», но не сходит на берег. Он также видит Хао, открытый более 160 лет назад Киросом, и называет его «Островом арфы» из-за его формы. Позже он проходит мимо остовов Мехетиа и Будуар (небольшой островок у Таити).
3 мая 1768 года Бугенвиль достигает архипелага Самоа, обнаруженного Якобом Роггевеном в июне 1722 года. Он восхищается скоростью полинезийских парусных каноэ и окрестил эти острова «Архипелагом мореплавателей». С туземцами велись переговоры, но ни один из участников бугенвильской экспедиции не ступил на сушу.
В мае 1768 года он обнаруживает на борту своего судна 23-летнюю Жанну Баре, спутницу ботаника Филиберта Коммерсона, плывущую инкогнито, под именем Жана Баре. Она стала, таким образом, первой известной женщиной, совершившей кругосветное путешествие. Четырьмя неделями ранее корабли, пришвартовавшиеся на востоке Таити, были встречены местными жителями, и проницательные таитяне, впервые столкнувшись с «Жаном Баре», дружно повторили слово «вахине», что на таитянском означает «женщина», сразу же раскрыв тайну Жанны.
Через несколько недель Луи исследует архипелаг Великие Киклады или Вануату, которые Фернандес де Кирос назвал островами Святого Педро. Оттуда он достигает архипелага Луизиады, который назван в честь короля Людовика XV. Затем он идет вдоль Соломоновых островов и обнаруживает 30 июня 1768 года остров, которому позже дадут его имя, Бугенвиль, в настоящее время расположенный на стыке Соломоновых островов и Папуа-Новой Гвинеи. Бугенвиль является крупнейшим островом среди Соломоновых островов. 1 сентября 1768 года он наконец может пополнить запасы еды на Молуккских островах, ибо часть его команды хронически страдает от цинги с момента выхода в Тихий океан.

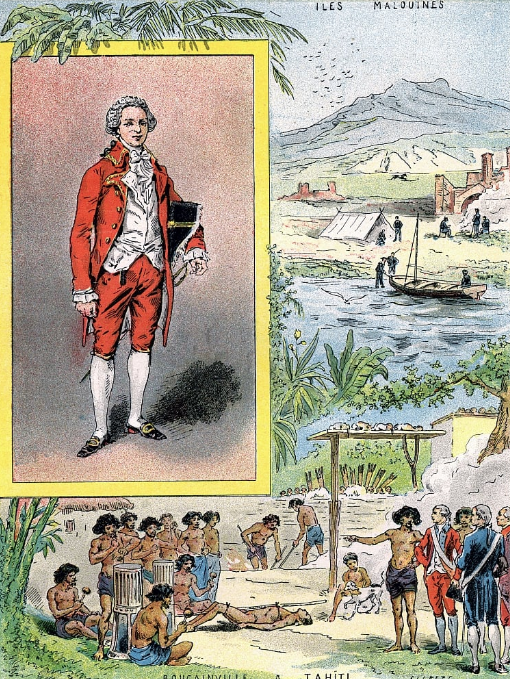
Бугенвиль на Таити

### Поздние годы активности
По возвращении во Францию Бугенвиль очень быстро составил описание своего плавания (первое издание его книги вышло в свет в Париже уже в 1771 году), а Дени Дидро написал «Дополнение к плаванию Бугенвиля» (фр.). Картины природы и быта островитян, описанные Бугенвилем, произвели сильное впечатление и повлияли на его современников, в частности, на Жан-Жака Руссо.
С 1778 по 1782 годы Бугенвиль в качестве командира эскадры принимает участие в войне Соединенных штатов за независимость, с 1780 года он главнокомандующий французскими экспедиционными сухопутными войсками. В годы Великой французской революции он предложил проект крупной экспедиции к Северному полюсу, однако правительство не поддержало его. В 1790 году он становится командующим флотом в Бресте, но через два года уходит с этой должности, отказавшись также от министерства, чтобы посвятить себя наукам. В 1795 году был избран членом Парижской Академии наук.
Бугенвиль был арестован во время якобинского террора и освобождён после падения Робеспьера. Наполеон в 1799 году сделал его сенатором, в 1804 году присвоил звание Великого офицера Почётного легиона, а в 1808 году — графа Империи.
Скончался Бугенвиль в Париже в 1811 году в возрасте восьмидесяти двух лет, страдая от дизентерии.
Его сердце, заключенное в урну, помещено было под вотивную колонну, установленную в семейном захоронении на кладбище Кальвер на Монмартре, где уже был похоронен его второй сын Аманд, утонувший недалеко от замка Сюис в 1801 году в возрасте 16 лет, а также его умершая в 1806 году жена. Торжественные похороны прошли 5 сентября 1811 года в церкви Сент-Женевьев. После похоронной речи, произнесенной президентом Сената графом де Ласепедом, тело Бугенвиля погребено было в Парижском Пантеоне.

## Память

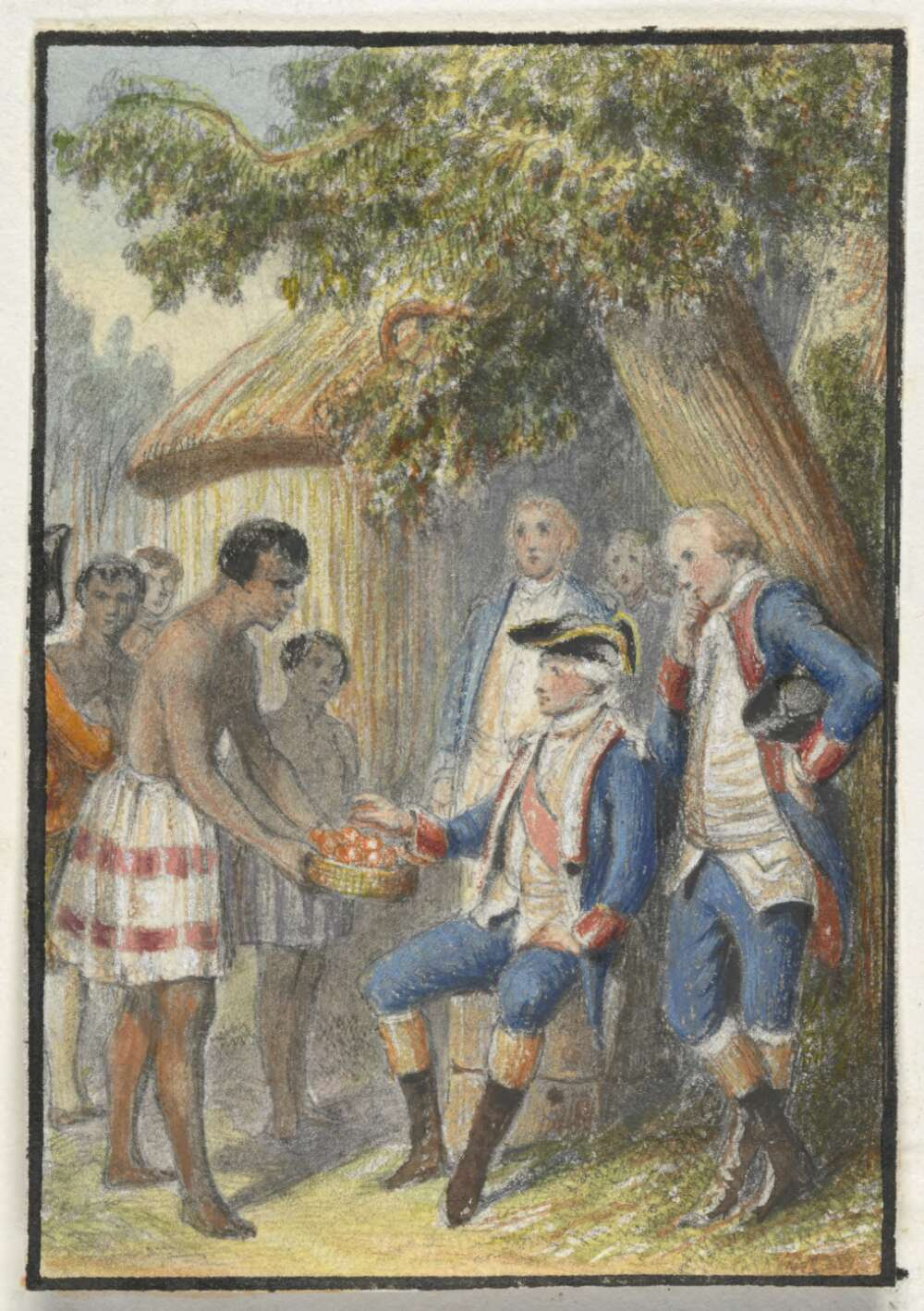
Таитяне подносят плоды Бугенвилю и его спутникам

В честь Луи Антуана де Бугенвиля названы:
- Бугенвиллея (Bougainvillea Comm. ex Juss.) — род южноамериканских цветковых растений (про которое Бугенвиль говорил, что «надежду на свою известность я возлагаю на цветок»);
- остров Бугенвиль в составе архипелага Соломоновы острова (административно входит в состав государства Папуа-Новая Гвинея).
- Пролив Бугенвиль, отделяющий остров Шуазёль от острова Бугенвиль;
- Испанское название острова Лайвли (исп. «Isla Bougainville») в составе архипелага Фолклендские острова (исп. Islas Malvinas — Мальви́нские острова).
- Также его именем названы бухта в Магеллановом проливе, три пролива, мыс, риф, глубоководная океаническая впадина у Соломоновых островов и водопад[4].

## Литература

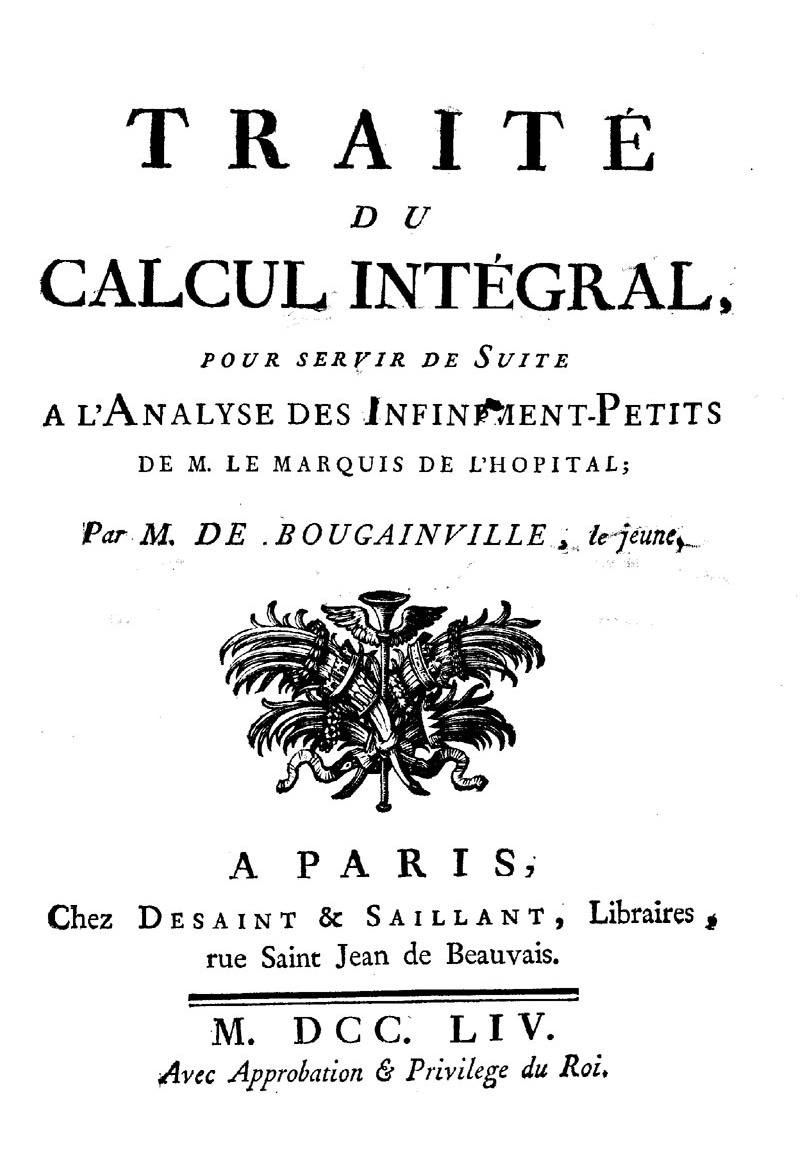
Traité du calcul intégral, 1754